# Donacia militaris
Donacia militaris är en skalbaggsart som beskrevs av Lacordaire 1845. Donacia militaris ingår i släktet Donacia och familjen bladbaggar. Inga underarter finns listade i Catalogue of Life.